# Петтис, Серхио
Се́рхио Джеро́м Пе́ттис (англ. Sergio Jerome Pettis; род. 18 августа 1993, Милуоки) — американский боец смешанного стиля, представитель легчайшей и наилегчайшей весовых категорий. Выступает на профессиональном уровне начиная с 2011 года, известен прежде всего по участию в турнирах бойцовской организации UFC, владел титулами чемпиона организаций RFA и NAFC. Младший брат Энтони Петтиса.

## Биография
Серхио Петтис родился 18 августа 1993 года в городе Милуоки штата Висконсин, США. Его мать по происхождению — мексиканка, а отец — пуэрториканец. Когда мальчику было десять лет, его отца Юджина Петтиса младшего убили во время ограбления.
Учился в местной старшей школе Pius XI High School. Серьёзно заниматься единоборствами начал в возрасте тринадцати лет по примеру своего старшего брата Энтони Петтиса, который на тот момент уже являлся опытным бойцом. Практиковал тхэквондо и кикбоксинг. Сразу по окончании школы перешёл в профессионалы.

### Начало профессиональной карьеры
Дебютировал на профессиональном уровне 10 сентября 2011 года на турнире в Канаде, выиграл у своего соперника техническим нокаутом во втором раунде. Дрался в небольших американских промоушенах, преимущественно в RFA и NAFC, где завоевал титулы чемпиона в наилегчайшей и легчайшей весовых категориях соответственно.

### Ultimate Fighting Championship
Имея в послужном списке девять побед без единого поражения, Петтис привлёк к себе внимание крупнейшей бойцовской организации мира Ultimate Fighting Championship и в 2013 году подписал с ней долгосрочный контракт. Изначально в дебютном поединке в октагоне UFC в рамках легчайшего веса должен был встретиться с Воном Ли, но тот буквально за неделю до начала турнира снялся из-за травмы и был заменён Уиллом Кампусано. Петтис выиграл этот поединок единогласным решением судей.
В январе 2014 года в третьем раунде поединка с Алексом Касересом попался в удушающий приём сзади и вынужден был сдаться, потерпев тем самым первое в профессиональной карьере поражение. При этом оба бойца заработали бонус за лучший бой вечера. В том же году Петтис отметился победами по очкам над такими бойцами как Яоцин Меса и Мэтт Хобар — во втором случае вновь получил награду за лучший бой вечера.
Спустившись обратно в наилегчайшую весовую категорию, в 2015 году Серхио Петтис проиграл техническим нокаутом Райану Бенуа и единогласным решением выиграл у Криса Кариасо.
В апреле 2016 года единогласным судейским решением победил Криса Келадеса.
На 2017 год планировался бой против Жусиера Формиги, но в конечном счёте против Петтиса вышел Джон Морага — противостояние между ними закончилось победой Петтиса единогласным решением. Позже в том же году он по очкам выиграл у Брэндона Морено, но проиграл будущему чемпиону организации Генри Сехудо.
В июне 2018 года в достаточно равном противостоянии раздельным решением судей выиграл у Джозефа Бенавидеса.

## Статистика в профессиональном ММА
| Боёв 30  | Побед 23 | Поражений 7 |
| -------- | -------- | ----------- |
| Нокаутом | 4        | 1           |
| Сдачей   | 4        | 2           |
| Решением | 15       | 4           |

| Результат | Рекорд | Соперник         | Способ                          | Турнир                                  | Дата             | Раунд | Время | Место             | Примечание                                                              |
| --------- | ------ | ---------------- | ------------------------------- | --------------------------------------- | ---------------- | ----- | ----- | ----------------- | ----------------------------------------------------------------------- |
| Поражение | 23–7   | Кёдзи Хоригути   | Единогласное решение            | Rizin 47                                | 9 июня 2024      | 3     | 5:00  | Токио, Япония     |                                                                         |
| Поражение | 23-6   | Патрик Микс      | Сдача (удушение сзади)          | Bellator 301                            | 17 ноября 2023   | 2     | 1:51  | Коннектикут, США  | Утратил титул чемпиона Bellator в легчайшем весе                        |
| Победа    | 23-5   | Патрисиу Фрейре  | Единогласное решение            | Bellator 297                            | 16 июня 2023     | 5     | 5:00  | Коннектикут, США  | Защитил (2) титул чемпиона Bellator в легчайшем весе.                   |
| Победа    | 22-5   | Кёдзи Хоригути   | Нокаут (удар рукой с разворота) | Bellator 272                            | 3 декабря 2021   | 4     | 3:24  | Коннектикут, США  | Защитил (1) титул чемпиона Bellator в легчайшем весе.                   |
| Победа    | 21-5   | Хуан Арчулета    | Единогласное решение            | Bellator 258                            | 7 мая 2021       | 5     | 5:00  | Анкасвилл, США    | Выиграл титул чемпиона Bellator в легчайшем весе.                       |
| Победа    | 20-5   | Рикки Бандехас   | Единогласное решение            | Bellator 242                            | 24 июля 2020     | 3     | 5:00  | Анкасвилл, США    |                                                                         |
| Победа    | 19-5   | Альфред Кашакян  | Техническая сдача (гильотина)   | Bellator 238                            | 25 января 2020   | 1     | 3:00  | Инглвуд, США      |                                                                         |
| Победа    | 18-5   | Тайсон Нам       | Единогласное решение            | UFC Fight Night: Rodríguez vs. Stephens | 21 сентября 2019 | 3     | 5:00  | Мехико, Мексика   | Вернулся в наилегчайший вес.                                            |
| Поражение | 17-5   | Роб Фонт         | Единогласное решение            | UFC on Fox: Lee vs. Iaquinta 2          | 15 декабря 2018  | 3     | 5:00  | Милуоки, США      | Вернулся в легчайший вес.                                               |
| Поражение | 17-4   | Жусиер Формига   | Единогласное решение            | UFC 229                                 | 6 октября 2018   | 3     | 5:00  | Лас-Вегас, США    |                                                                         |
| Победа    | 17-3   | Джозеф Бенавидес | Раздельное решение              | UFC 225                                 | 9 июня 2018      | 3     | 5:00  | Чикаго, США       |                                                                         |
| Поражение | 16-3   | Генри Сехудо     | Единогласное решение            | UFC 218                                 | 2 декабря 2017   | 3     | 5:00  | Детройт, США      |                                                                         |
| Победа    | 16-2   | Брэндон Морено   | Единогласное решение            | UFC Fight Night: Pettis vs. Moreno      | 5 августа 2017   | 5     | 5:00  | Мехико, Мексика   |                                                                         |
| Победа    | 15-2   | Джон Морага      | Единогласное решение            | UFC Fight Night: Rodríguez vs. Penn     | 15 января 2017   | 3     | 5:00  | Финикс, США       |                                                                         |
| Победа    | 14-2   | Крис Келадес     | Единогласное решение            | UFC 197                                 | 23 апреля 2016   | 3     | 5:00  | Лас-Вегас, США    |                                                                         |
| Победа    | 13-2   | Крис Кариасо     | Единогласное решение            | UFC 192                                 | 3 октября 2015   | 3     | 5:00  | Хьюстон, США      |                                                                         |
| Поражение | 12-2   | Райан Бенуа      | TKO (удары руками)              | UFC 185                                 | 14 марта 2015    | 2     | 1:34  | Даллас, США       | Вернулся в наилегчайший вес.                                            |
| Победа    | 12-1   | Мэтт Хобар       | Единогласное решение            | UFC 181                                 | 6 декабря 2014   | 3     | 5:00  | Лас-Вегас, США    | Бой вечера.                                                             |
| Победа    | 11-1   | Яоцин Меса       | Единогласное решение            | UFC Fight Night: Henderson vs. Khabilov | 7 июня 2014      | 3     | 5:00  | Альбукерке, США   |                                                                         |
| Поражение | 10-1   | Алекс Касерес    | Сдача (удушение сзади)          | UFC on Fox: Henderson vs. Thomson       | 25 января 2014   | 3     | 4:39  | Чикаго, США       | Бой вечера.                                                             |
| Победа    | 10-0   | Уилл Кампусано   | Единогласное решение            | UFC 167                                 | 16 ноября 2013   | 3     | 5:00  | Лас-Вегас, США    |                                                                         |
| Победа    | 9-0    | Джеймс Портер    | Сдача (кимура)                  | NAFC: Battle in the Ballroom            | 28 сентября 2013 | 1     | 2:33  | Милуоки, США      | Вернулся в легчайший вес. Выиграл титул чемпиона NAFC в легчайшем весе. |
| Победа    | 8-0    | Диллард Пегг     | TKO (удары руками)              | RFA 8                                   | 21 июня 2013     | 1     | 0:51  | Милуоки, США      | Выиграл введённый титул чемпиона RFA в наилегчайшем весе.               |
| Победа    | 7-0    | Джош Робинсон    | Единогласное решение            | NAFC: Battleground                      | 29 марта 2013    | 3     | 5:00  | Милуоки, США      | Вернулся в наилегчайший вес.                                            |
| Победа    | 6-0    | Джимми Джонс     | Единогласное решение            | RFA 4                                   | 2 ноября 2012    | 3     | 5:00  | Лас-Вегас, США    |                                                                         |
| Победа    | 5-0    | Том Маккенна     | Сдача (гильотина)               | LOF 53: Memorium                        | 16 июня 2012     | 1     | 3:52  | Индианаполис, США | Вернулся в легчайший вес.                                               |
| Победа    | 4-0    | Крис Хейни       | Единогласное решение            | NAFC: Collosseum                        | 4 мая 2012       | 3     | 5:00  | Милуоки, США      | Дебют в наилегчайшем весе.                                              |
| Победа    | 3-0    | Майк Линдквист   | Сдача (треугольник руками)      | Madtown Throwdown 26: The Return        | 7 января 2012    | 1     | 1:43  | Мадисон, США      |                                                                         |
| Победа    | 2-0    | Тони Зелински    | TKO (ногой в голову)            | NAFC: Unleashed                         | 18 ноября 2011   | 2     | 1:59  | Милуоки, США      |                                                                         |
| Победа    | 1-0    | Кайл Вивиан      | TKO (ногой в голову)            | CFC 7                                   | 10 сентября 2011 | 1     | 1:46  | Виннипег, Канада  | Дебют в легчайшем весе.                                                 |